# 恩斯特·克雷布斯
恩斯特·克雷布斯（德語：Ernst Krebs，1906年11月4日—1970年7月20日），德国男子皮划艇运动员。他曾代表德国参加1936年夏季奥林匹克运动会皮划艇比赛，获得男子单人皮艇10000米金牌。